# NGC 6376
NGC 6376 (другие обозначения — UGC 10855, KCPG 516A, MCG 10-25-25, KAZ 135, ZWG 300.24, 7ZW 712, KUG 1724+588, PGC 60258) — спиральная галактика (Sc) в созвездии Дракон.
Этот объект входит в число перечисленных в оригинальной редакции «Нового общего каталога».